# Valerianella petrovitchii
Valerianella petrovitchii är en kaprifolväxtart som beskrevs av Paul Friedrich Ascherson och Gerhard Rohlfs. 
Valerianella petrovitchii ingår i släktet klynnen, och familjen kaprifolväxter. Inga underarter finns listade i Catalogue of Life.